# Jadyn Parker
Jadyn Parker (Shallotte (Carolina del Norte); 23 de julio de 2001) es un baloncestista estadounidense que pertenece a la plantilla del Kaposvári KK de la NB I/A húngara. Con 1,93 metros de estatura, juega en la posición de pívot.

## Trayectoria deportiva
Parker asistió a la escuela secundaria West Brunswick en Shallotte (Carolina del Norte). En su último año, promedió 21.5 puntos, 14.3 rebotes y 5.0 tapones por partido.

### Carrera universitaria
Parker ingresó en la Universidad del Norte de Florida, situada en Jacksonville, Florida, en la que estuvo durante sus tres temporadas disputando la NCAA con los North Florida Ospreys, promediando en su última temporada 6.8 puntos, 4.7 rebotes y 1.7 tapones por partido.
En 2023, fue transferido a la Universidad Estatal de Tennessee Oriental, situada en Johnson City, Tennessee, donde disputó la NCAA con los East Tennessee State Buccaneers, en los que promedió 7.2 puntos, 6.9 rebotes y 2.3 tapones por partido.

### Profesional
El 2 de septiembre de 2024, se unió al AEK BC de la Liga Griega de Baloncesto y la Basketball Champions League (BCL). pero 11 de noviembre de 2024, dejó el equipo sin aparecer en un solo partido y se unió al APOEL B.C. de la Primera División de baloncesto de Chipre.
El 15 de agosto de 2025 firmó contrato con el Kaposvári KK de la NB I/A húngara.